# Campo Arcís
Campo Arcís es una pedanía del municipio de Requena, en la Comunidad Valenciana, España. Perteneciente a la provincia de Valencia.

## Historia
La población nació sobre el siglo XV como una dehesa y abrevadero de ganado llamado «Balsa de Campo Haçis». Esta dehesa corresponde con la actual ubicación del parque de La Balsilla.[cita requerida]

## Población
En el censo de 2010 contaba con 430 habitantes empadronados. En verano esa cifra aumenta considerablemente gracias a las personas que poseen segunda residencia en la pedanía, que buscan un lugar de retiro y ocio en Campo Arcís.

## Situación
Campo Arcís es un pequeño pueblo del interior de la provincia de Valencia en España. Pertenece al municipio de Requena como pedanía.

### Acceso
Llegar a Campo Arcís se deben seguir unas sencillas indicaciones. Tomando como referencia Requena.
Requena está situada junto a la A-3 a unos 70 km de Valencia. Para llegar a Campo Arcís se abandona la A-3 por una de las salidas indicadas como «Requena Oeste» si se viene desde Madrid o «Requena Este» si se hace desde Valencia. Se evitará en todo caso «Requena Norte» porque entonces habría que cruzar la ciudad. Cuando se abandone la A-3 hay que seguir las indicaciones que conducen hacia la N-330 en dirección Albacete. Hay que tomar esa carretera en una rotonda y seguirla durante 2 km exactos cruzando el río Magro y la aldea de El Pontón. Nada más salir de El Pontón se debe seguir la señal que indica N-330 Almansa. Se continuará por esta carretera a lo largo de 4,5 km, donde aparece la señal que indica Campo Arcís. Y esto es todo, 4 km más sin desvíos y bienvenidos a Campo Arcis.

## Administración

### Alcaldes pedáneos
Los alcaldes pedáneos han sido: de 1979 a 1983 Emilio Expósito. De 1983 a 1991, Fernando Piqueras. De 1991 a 1995,  María García. De 1995 a 2003, Enrique Mislata. De 2003 a 2005, Mario Nuévalos Cardona. De 2005 a 2011,  Arturo García Navarro; y desde 2011, Joaquín González González (PRyA).

### Resultados electorales
Elecciones Autonómicas 25 de mayo de 2003
| Partido                                                                                       | Votos         | %                        |
| --------------------------------------------------------------------------------------------- | ------------- | ------------------------ |
| Partido Popular Partido Socialista Obrero Español Izquierda Unida Votos en blanco Total votos | 170 114 6 290 | 58,62% 39,31% 2,07% 100% |

Elecciones Municipales 25 de mayo de 2003
| Partido | Votos            | %                              |
| --- | ---------------- | ------------------------------ |
| Partido Popular Partido Socialista Obrero Español Organización Independiente Valenciana Izquierda Unida Total votos | 153 106 26 5 290 | 52,75% 36,55% 8,96% 1,72% 100% |

Elecciones Generales al Congreso 14 de marzo de 2004
| Partido                                                                                                  | Votos             | %                              |
| --- | ----------------- | ------------------------------ |
| Partido Popular Partido Socialista Obrero Español Izquierda Unida Los Verdes Votos en blanco Total votos | 167 124 3 1 9 304 | 56,61% 42,03% 1,02% 0,34% 100% |

Elecciones Generales al Senado 14 de marzo de 2004
| Partido | Votos                     | Candidato |
| --- | ------------------------- | --- |
| Partido Popular Partido Socialista Obrero Español Entesa Partido Cannabis Falange Auténtica Los Verdes Ecopacifistas | 160 155 116 114 112 3 2 1 | Pedro Agramunt Font de Mora José María Chiquillo José L. Juan Sanz Segundo Bru Parra Alicia Hervás Serra José Quintás Alonso Francesc Alemany i Segui Vicente Álvarez i Rubio Laia Franco Corihuela Francisco Juan Andreu tortajada Juan Vicente Peiro Baeza Alejandro Escribano Sanmartin Vicente Marco Reyes |

Elecciones Europeas 2004
| Partido | Votos          | %                        |
| --- | -------------- | ------------------------ |
| Partido Popular Partido Socialista Obrero Español Candidatura d'Unitat Popular Votos en blanco Total votos | 117 80 1 4 202 | 59,09% 40,40% 0,50% 100% |

Elecciones Municipales 27 de mayo de 2007
| Partido | Votos               | %                                    |
| --- | ------------------- | ------------------------------------ |
| Partido Popular Partido Socialista Obrero Español Izquierda Unida Centro Democrático Liberal España 2000 Votos en blanco Total votos | 140 86 9 6 2 14 243 | 57,61% 35,39% 3,70% 2,47% 0,82% 100% |

Elecciones Autonómicas 27 de mayo de 2007
| Partido | Votos             | %                              |
| --- | ----------------- | ------------------------------ |
| Partido Popular Partido Socialista Obrero Español Compromís pel País Valenciá España 2000 Partido Socialdemócrata Votos en blanco Total votos | 155 84 4 1 11 245 | 63,26% 34,28% 1,63% 0,41% 100% |

Elecciones Generales al Congreso 9 de mayo de 2008
| Partido | Votos            | %                              |
| --- | ---------------- | ------------------------------ |
| Partido Popular Partido Socialista Obrero Español Izquierda Unida España 2000 Representación Cannabica Navarra Bloc-Iniciativa-Verds Votos en blanco Total votos | 149 99 5 1 9 265 | 58,20% 38,67% 1,95% 0,39% 100% |

Elecciones Generales al Senado 9 de mayo de 2008
| Partido | Votos                    | Candidato |
| --- | ------------------------ | --- |
| Partido Popular Partido Socialista Obrero Español España 2000 Esquerra Unida del País Valencià-Izquierda Republicana Partit Antitauri Contra el Maltractament Animal Esquerra Republicana del País Valencià | 144 139 141 98 93 94 2 1 | Pedro Agramunt Font de Mora José María Chiquillo Mª Ángeles Crespo Martínez Carmen Alborch Bataller Segundo Bru Parra Gloria Calero Albal Samuel Garrido Andreu Felipe Antonio Navarro Tamarit Ramona Azucena Pelayo Sanz José Luis Pitarch Bartolomé Eva Benet Fernández Gonzalo Anaya i Santos Josepa Costa i Murcia |

Elecciones al Parlamento Europeo 7 de junio de 2009
| Partido | Votos            | %                              |
| --- | ---------------- | ------------------------------ |
| Partido Popular Partido Socialista Obrero Español Izquierda Unida Unión Progreso y Democracia Los Verdes-Grupo Verde Europeo Centro Democrático Y Social Votos en blanco Total votos | 107 74 2 1 9 199 | 56,91% 39,36% 1,07% 0,53% 100% |

## Economía
La principal actividad económica de la población es la agricultura, principalmente el cultivo de la vid, aunque la producción de almendra y aceituna es considerable. También hay diversas granjas de cerdos y conejos principalmente.
Existen cuatro bodegas: Luis Torres, Casa Pastor, Sebiran y San Isidro Labrador, esta última como cooperativa.
Muy importante es el cultivo de champiñón que se produce en cantidades considerables.
La economía de la aldea se completa con un almacén de cebollas, diversos talleres y una planta de envasado de verduras.

## Asociaciones
Algunas de las asociaciones de la pedanía con distintas finalidades son: Cofradía San Isidro Labrador, Cofradía Virgen del Carmen, Unión Democrática de Pensionistas, Amas de Casa Tyrius, Asociación de Cazadores de Campo Arcís , Club Polideportivo de Campo Arcís y Asociación Juvenil de Campo Arcís.

## Fiestas
- San Isidro Labrador. Se celebra la semana del 15 de mayo, lo organiza la Comisión de Fiestas.
- Virgen del Carmen. Tiene lugar la semana del 16 de julio, lo organiza la Comisión de Fiestas.
- Semana Cultural. Se celebra la primera semana del mes de agosto, lo organiza la Alcaldía.
- Carnavales. Se celebran en el mes de febrero, lo organiza la Comisión de Fiestas.
- Hogueras. Se celebran en el mes de enero, lo organiza la Comisión de Fiestas.
- Navidades. Se organiza una semana de actos por parte de la Alcaldía y la Comisión de Fiestas.